# Valle de Valdebezana
Valle de Valdebezana ist eine Gemeinde (municipio) mit 482 Einwohnern (Stand: 2024) in der Provinz Burgos in der nordspanischen Autonomen Region Kastilien-León. Die Gemeindeverwaltung befindet sich in Soncillo.

## Lage
Valle de Valdebezana liegt 91 Kilometer nördlich der Provinzhauptstadt Burgos.

## Dörfer und Weiler der Gemeinde
- Argomedo
- Arnedo
- Balneario de Corconte
- Bezana
- Cabañas de Virtus
- Castrillo de Bezana
- Cilleruelo de Bezana
- Cubillos del Rojo
- Herbosa
- La Estación
- Hoz de Arreba
- Las Cabañas
- Landraves
- Montoto
- Munilla
- Pradilla de Hoz de Arreba
- Quintanaentello
- Quintanilla de San Román
- Riaño
- San Cibrián
- San Vicente de Villamezán
- Soncillo
- Torres de Abajo
- Torres de Arriba
- Villabáscones de Bezana
- Villamediana de San Román
- Virtus